# Frullanoides
Frullanoides là một chi rêu trong họ Lejeuneaceae.